# Resolución 1381 del Consejo de Seguridad de las Naciones Unidas
La resolución 1381 del Consejo de Seguridad de las Naciones Unidas, adoptada por unanimidad el 27 de noviembre de 2001, tras examinar un informe del Secretario General Kofi Annan sobre la Fuerza de las Naciones Unidas de Observación de la Separación (FNUOS), prorrogó su mandato por otros seis meses, hasta el 31 de mayo de 2002. 
La resolución instó a las partes interesadas a aplicar inmediatamente la Resolución 338 (1973) y solicitó que el Secretario General presentara un informe sobre la situación al final de ese período.
El informe del Secretario General presentado de conformidad con la resolución anterior sobre la FNUOS decía que la situación entre Israel y Siria había permanecido tranquila sin incidentes graves, aunque la situación en el Oriente Medio en su conjunto seguía siendo peligrosa hasta que se pudiera llegar a un acuerdo. Señaló que ambas partes habían cooperado con la FNUOS aunque seguían existiendo restricciones a su libertad de movimiento, y también destacó los peligros de los campos minados . 